# Намерікава (Тояма)

36°45′51.82″ пн. ш. 137°20′28.25″ сх. д. / 36.7643944° пн. ш. 137.3411806° сх. д.
Намеріка́ва (яп. 滑川市, なめりかわし, МФА: [nameɾʲikawa ɕi̥]) — місто в Японії, в префектурі Тояма.

## Короткі відомості
Розташоване в центральній частині префектури, на березі Японського моря. Виникло на основі постоялого містечка раннього нового часу. Отримало статус міста 1954 року. Основою економіки є сільське господарство, рибальство, фармацевтика, комерція. Станом на 1 квітня 2009 площа міста становила 54,61 км². Станом на 1 липня 2011 населення міста становило 33 600 осіб.

## Міста-побратими
- Коморо, Японія (1974)
- Тойокоро, Японія (1984)
- Насу-Сіобара, Японія (1996)
- Schaumburg, США (1997)